# Альсерио
Альсе́рио (итал. Alserio, ломб. Alseri / Alsèri / Alzerich) — коммуна в Италии, располагается в регионе Ломбардия, в провинции Комо.
Население составляет 1110 человек (2008 г.), плотность населения составляет 1110 чел./км². Занимает площадь 2 км². Почтовый индекс — 22040. Телефонный код — 031.
Покровителем коммуны почитается святой Климент I (папа римский), празднование 23 ноября.

## Демография
Динамика населения: